# Bảo tàng Chuối Quốc tế

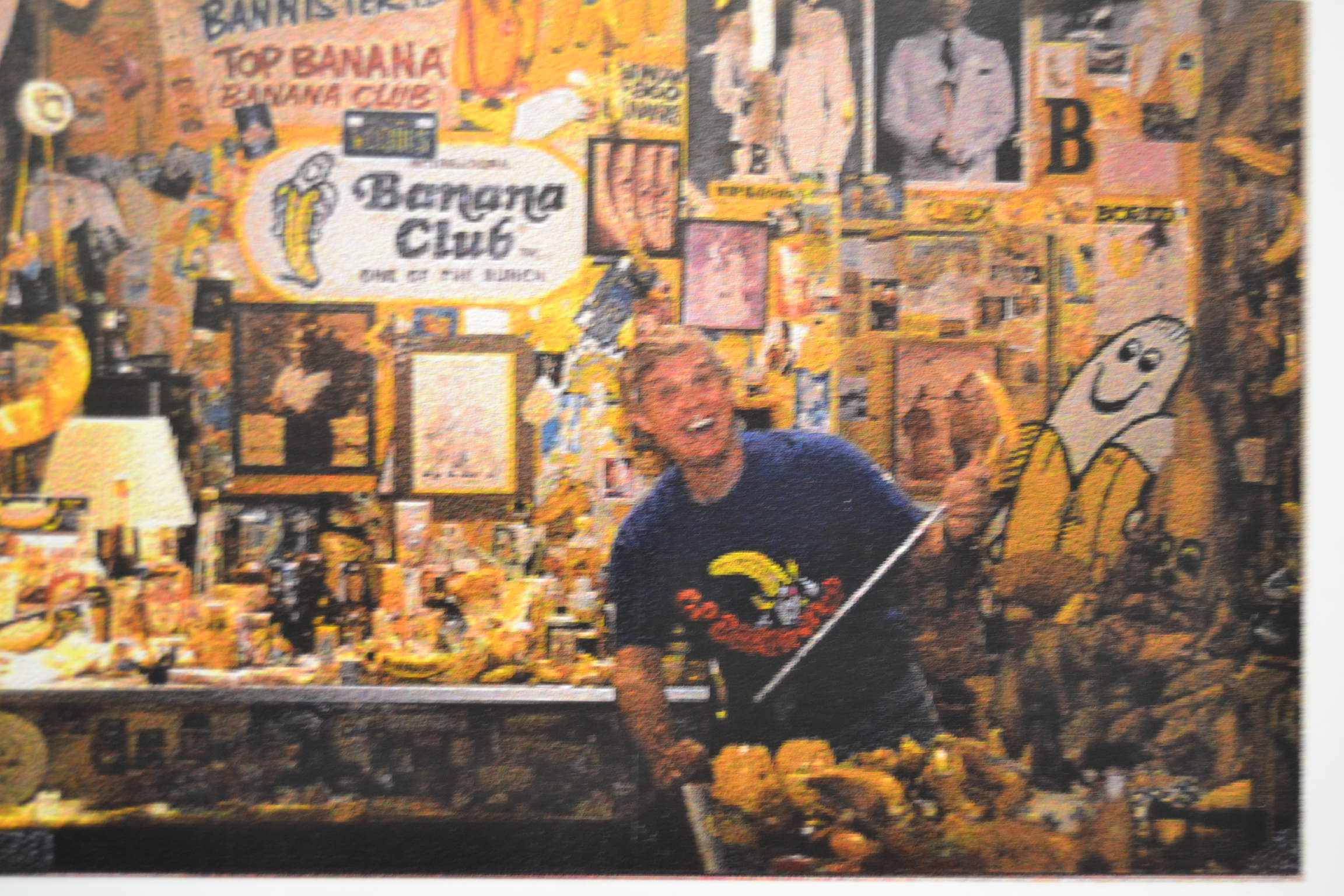
Ken Bannister với bộ sưu tập chuối năm 1976

Bảo tàng Chuối Quốc tế (tiếng Anh: International Banana Museum) là bảo tàng hiện nằm ở Mecca, California, dành riêng cho chuối. Bảo tàng là một căn phòng chứa hơn 20.000 món đồ liên quan đến chuối. Vào năm 1999, bảo tàng đã được ghi danh vào Sách kỷ lục Guinness là bảo tàng lớn nhất dành cho một loại trái cây.

## Lịch sử
Bảo tàng thành lập vào năm 1976 bởi Ken Bannister. Ý tưởng về bảo tàng được nhen nhóm vào năm 1972 khi Bannister đang là chủ tịch một công ty sản xuất thiết bị chụp ảnh; tại một triển lãm thương mại nhiếp ảnh, ông đã mang đi 10.000 cái sticker chuối Chiquita và đem dán lên ve áo của bất kỳ ai mà ông gặp. Trò đùa của Bannister được tạo ra vì ông cho rằng những quả chuối có hình dáng như một nụ cười, vì vậy chúng có thể khuyến khích mọi người làm điều tương tự.
Được cổ vũ từ những phản hồi tích cực, Bannister đã thành lập nên Câu lạc bộ Chuối Quốc tế và được chỉ định làm "Đầu Chuối". Ông bắt đầu nhận được những vật phẩm liên quan đến chuối từ mọi người, tuy nhiên lại hết chỗ để đặt tất cả chúng. Câu lạc bộ Chuối Quốc tế và Bảo tàng sớm sau đó đã được mở tại Altadena trong một ngôi nhà cho thuê.
Câu lạc bộ Chuối tính đến năm 2010 đã có 35.000 thành viên đến từ 17 quốc gia khác nhau. Nếu tặng một vật phẩm có liên quan đến chuối cho bảo tàng thì sẽ đủ điều kiện để tham gia vào câu lạc bộ và đi kèm với đó là một biệt danh và khả năng để kiếm "điểm thưởng chuối", cũng như được xếp một cấp bậc trong hệ thống "Bananistry". Tổng thống Ronald Reagan từng là một thành viên của câu lạc bộ.
Trong năm 2005, Bannister đã dời vị trí của bảo tàng đến một không gian thuê miễn phí thuộc sở hữu của chính quyền thành phố tại Hesperia, California. Tuy nhiên đến năm 2010, Khu vui chơi giải trí và công viên Hesperia muốn dời bảo tàng đi nơi khác cho một cuộc triển lãm mới. Bannister đã rao bán toàn bộ bộ sưu tập trên eBay với giá 45.000 USD. Cuối cùng ông phải giảm giá xuống còn 7.500 USD. Cùng năm này, Fred Garbutt đã quyết định mua lại bộ sưu tập bằng một khoản tiền không tiết lộ, di chuyển nó đến Mecca và trở thành người quản lý mới; một số báo cáo cho rằng Bannister đã đồng ý bán bộ sưu tập với mức giá dưới 7.500 USD.

## Mô tả
Trong năm 1999, bảo tàng đã được ghi danh vào Sách Kỷ Lục Guinness như là bảo tàng lớn nhất dành cho một loại trái cây. Thời điểm này, bộ sưu tập của bảo tàng đã chứa hơn của 17.000 vật phẩm liên quan đến chuối.
Bộ sưu tập bao gồm "chuối điện thoại, đồng hồ, sách tô màu, đồ chơi, máy quay đĩa, trang phục, gậy đánh golf, thú nhồi bông và [...] quạt trần". Các vật phẩm mang tính Kitsch trong đó cũng có "ghế sofa chuối, soda chuối, chuối mạ vàng, ván lướt sóng boogie chuối và tai chuối". Đây còn là nơi chứa quả chuối hoá đá duy nhất trên thế giới, đến từ tủ quần áo của một cô gái sống ở Kentucky. Bảo tàng rất thân thiện với mọi đối tượng khách viếng thăm, dù có nhiều người từng gửi tới bảo tàng những đồ vật mang tính dâm dục.
Bảo tàng ngoài ra còn có một quầy bar Chuối riêng để phục vụ các món ăn và thức uống làm từ chuối.